# Conte di Torrington
Conte di Torrington  (Earl of Torrington) era un titolo ereditario della nobiltà britannica nella Parìa inglese (Pari d'Inghilterra).
Il titolo venne creato per la prima volta nel 1660 come titolo sussidiario a quello di duca di Albemarle. A seguito dell'estinzione di questo titolo nel 1688, l'anno successivo esso venne ricreato ma si estinse già alla morte del primo conte insignito, nel 1716.

## Conti di Torrington, prima creazione (1660–1688)
- Vedi Duca di Albemarle

## Earls of Torrington, second creation (1689)
- Arthur Herbert, I conte di Torrington (1648–1716)